# Бойовий кінь (фільм)
«Бойовий кінь» (англ. War Horse) — воєнна драма Стівена Спілберга, екранізація повісті Майкла Морпурго.
В США стрічка вийшла у прокат на Різдво 2011-го, в Україні — 26 січня 2012 року.

## Сюжет
1912 рік. В англійському графстві Девон хлопчик Альберт Нарракотт бачить пологи чистокровного верхового коня і надалі із захопленням спостерігає, як лоша росте, бігаючи по полях поруч із матір'ю. Тед, батько Альберта, намагається купити жеребчика, що підріс, на аукціоні, хоча друг рекомендує йому звернути увагу на більш відповідного для роботи на фермі коня. Бажання перемогти свого лендлорда, який також бере участь у аукціоні, і постояти за свою честь змушує Теда збі́льшувати ціну за коня все вище та вище. Купивши коня за величезну суму (30 гіней), Тед не може заплатити оренду, і лендлорд Лайонс загрожує у разі несплати до осені забрати ферму. Тед обіцяє вкластися у встановлений термін, кажучи, що зможе зорати необроблене кам'янисте поле та посіяти турнепс.
Альберт цілими днями тренує коня, якому дав прізвисько Джої. Його найкращий друг, Ендрю Ітон, спостерігає, як Альберт вчить коня виконувати різні команди — наприклад, підходити до господаря, коли той ухає як сова.
Тед, у якого після поранення під час англо-бурської війни болить нога, часто прикладається до пляшки, яку завжди носить із собою. Його дружина Роуз, мати Альберта, показує синові медалі, які Нарракотт-старший отримав під час служби сержантом у Африці. Важко поранений, Тед героїчно повівся на полі бою і був нагороджений медаллю «За відмінну поведінку» (Distinguished Conduct Medal). Роуз дає синові полковий вимпел батька, пояснивши, що батько не пишається своїми військовими відзнаками — колись він викинув і прапор, і всі медалі, але мати потайки забрала їх і зберегла.
Альберт привчає Джої тягнути плуг і, на подив усіх сусідів, що пророкують провал, зорав кам'янисте поле до саді́ння турнепсу. Однак через деякий час злива змиває посіви.
Починається Перша світова війна, і Тед, щоб заплатити ренту, потайки від сина відводить коня на продаж. Його купує капітан кавалерії Ніколс — офіцер із полку, що проходив через село. Коли угоду вже укладено, прибігає Альберт і просить військового не забирати Джої. Капітан заспокоює юнака, обіцяючи, що піклуватиметься про коня, а після війни, якщо пощастить, поверне його додому. Альберт намагається записатися до армії, але не проходить за віком. Перед тим як Ніколс їде разом із Джої, Альберт підв'язує до вуздечки коня батьківський вимпел.
Капітан Ніколс навчає Джої необхідним на війні навичкам. У стайнях полку Джої знайомиться з Топторном, вороним конем командира полку майора Стюарта, і незабаром до нього прив'язується. За кілька тижнів їхній полк вирушає до Франції. Незабаром після прибуття на континент і вступу до бойових дій кавалерійський полк Ніколса атакує незахищений табір німців, але ті відступають до лісу, де на кавалеристів чекає вогонь кулеметників. Ніколс і його соратники гинуть, а німці забирають коней як трофеї.
Джої разом із Топторном опиняються в упряжці санітарного фургона, яким керують два німецькі солдати — Ґюнтер і його 14-річний брат Міхаель. Ґюнтер віддає знайдений вимпел братові, який був зарахований до армії, попри юний вік, і просить його втекти. Міхаель не слухається, і Ґюнтер верхи на Джої, наздоганяє колону, знаходить брата і викрадає його. Підлітки збираються втікати до Італії, проте вночі німці знаходять дезертирів, що ховаються в млині, і розстрілюють їх.
Після цього маленька дівчинка Емілі, яка живе на фермі зі своїм дідом, знаходить на млині двох коней. Вона страждає на хворобу, від якої кістки стають крихкими, і дід, боячись, що внучка впаде, не дозволяє дівчинці їздити верхи. Коли приходять німецькі солдати та забирають усі припаси, Емілі ховає коней у своїй спальні. Дід дарує онуці на день народження сідло і дозволяє покататися на Джої. За кілька хвилин після виїзду німецькі солдати помічають вершницю та відбирають коней. Дід залишає вимпел Альберта у себе.
Джої та Топторна змушують тягнути гармати. У них на очах коні, які виконують цю роботу, вмирають один за одним. Однак за ними двома наглядає німецький солдат Фрідріх, який любить коней і намагається полегшити їхню долю.
Тим часом настає 1918 рік. Альберт, який нарешті потрапив на фронт, бере участь у Стоденному наступі разом зі своїм другом Ендрю Ітоном. Дивом, залишившись неушкодженим під ворожими кулями, Альберт знищує кулеметне гніздо, яке не давало піднятися британським військам. Британці захоплюють траншею, але там на них чекає газова пастка, в якій гине Ендрю, а сам Альберт тимчасово втрачає зір.
Приблизно того ж дня Топторн, який до того ж незабаром покалічив ногу, вмирає. Водночас відбувається несподіваний напад англійців, і німці, що відступають, ведуть із собою і Фрідріха. На Джої, що не залишив бездиханного тіла Топторна, насувається британський «Mark IV», який заганяє його в глухий кут з колючого дроту. Неповоротка машина ледь не задавила коня, але йому вдалося втекти.
Збожеволілий від страху Джої кидається по полю битви й вночі знову опиняється в тенетах колючого дроту між лініями траншей. Після бою настає тиша. Англійці помічають коня на полі, і капрал Колін попри накази піднімає білий прапор і йде рятувати коня. На місці капрал і німець, який несподівано захотів допомогти, разом звільняють Джої. Після невеликої суперечки, вигравши жереб, капрал веде коня до себе в табір. Фронтовий лікар, побачивши поранену тварину, наказує сержанту, що виявився поруч, пристрелити його, не вірячи в те, що коня можна врятувати. Так виходить, що в той самий час Альберт дізнається від медсестри, що в табір привели «чудо-коня», який вижив на смузі землі між двома фронтами. І коли сержант приставляє дуло пістолета до голови коня, лунає совиний крик — той самий звук, на який Джої вчили відгукуватися шість років тому. Кінь піднімає голову, заважаючи страті. Сержант знову приставляє пістолет — але вухання лунає знову, і бійці розступаються, даючи дорогу Альберту, що йде навпомацки до коня. Альберт знову видає вухання, і Джої біжить до свого старого друга. Альберт доводить, що кінь — його, вказавши прикмети, до того приховані під брудом, і лікар обіцяє зробити все, щоб урятувати коня.
Війна закінчується. Хлопець одужує, до нього повертається зір. Але коня, як власність армії (додому, до Англії, доставляють лише офіцерських коней), виставляють на аукціон. Солдати та офіцери збирають гроші, щоб викупити Джої, проте на торгах місцевий м'ясник піднімає ставку до тридцяти фунтів — це більше за всю суму, зібрану товаришами Альберта. Здавалося б, кінь приречений — він дістанеться м'яснику… Але тут з'являється дідусь Емілі й заявляє, що платить сто фунтів, а якщо й цього не вистачить, то готовий продати пальто. Якщо й тоді грошей буде недостатньо, він продасть ферму та заплатить тисячу фунтів. Кінь дістається йому, і старий збирається забрати покупку. Альберт наздоганяє його і просить віддати Джої, але старий пояснює, що його онука померла і він два дні йшов пішки, щоб дістати «чудо-коня» заради пам'яті про неї.
Однак, побачивши, що кінь хоче залишитися з Альбертом, старий дістає пошарпаний штандарт і запитує Альберта, що це таке. Альберт відразу впізнає вимпел батька, і старий, переконавшись, що кінь належить юнакові по праву, віддає його Джої разом із вимпелом. Джої разом із господарем повертаються додому, до батьків Альберта, який віддає вимпел батькові. Той міцно потискає руку синові, що змужнів і, як і він, вижив на війні.

## Ролі виконують та дублюють
| Роль                | Актор               | Актор дубляжу       |
| Альберт Нарракотт   | Джеремі Ірвін       | Андрій Соболєв      |
| Роуз Нарракотт      | Емілі Вотсон        | Олена Бліннікова    |
| Тед Нарракотт       | Пітер Маллан        | Валерій Легін       |
| Лайонс              | Девід Тьюліс        | Анатолій Пашнін     |
| Капітан Ніколс      | Том Гіддлстон       | Дмитро Терещук      |
| Майор Стюарт        | Бенедикт Камбербетч | Андрій Мостренко    |
| Чарлі Веверлі       | Патрік Кеннеді      | Дмитро Бузинський   |
| Дідусь Емілі        | Нільс Ареструп      | Юрій Висоцький      |
| Емілі               | Селін Бакенс        | Єлизавета Марченко  |
| Ґюнтер              | Девід Кросс         | Михайло Федорченко  |
| Міхаель             | Леонард Кероу       | В'ячеслав Хостікоєв |
| Сі Істон            | Гарі Лайдон         | Павло Костіцин      |
| Сержант Фрай        | Едді Марсан         | Михайло Войчук      |
| Джорді              | Тобі Кеббелл        | Дмитро Гаврилов     |
| Петер               | Гіннерк Шонеманн    | Дмитро Сова         |
| Медик               | Там Дін Берн        | Євген Шах           |
| Аукціоніст          | Джерард МакСорлі    | Олександр Ігнатуша  |
| Армійський лікар    | Ліам Каннінґем      | Олег Лепенець       |
| Сусідка Наракота    | Меґґі Оллереншоу    | Валентина Гришокіна |
| Сержант Сінг        | Ірфан Хуссейн       | Роман Чупіс         |
| Майор Томпкінс      | Піп Торренс         | Микола Боклан       |
| Аукціоніст          | Філіп Ноан          | † Анатолій Барчук   |
| Сержант Сем Перкінс | Джофф Белл          | † Микола Карцев     |

Перекладач: Роман Дяченко 
Режисер дубляжу: Анна Пащенко 
Творчий консультант: Mariusz Arno Jaworowski
Студія дубляжу: Le Doyen
Мікс-студія: Shepperton International
Виробництво української версії: Disney Character Voices International, Inc.

## Цікаві факти
- Роль коня Джої протягом фільму виконували 14 коней.
- «Головний» кінь, Файндер, також знімався у фільмі 2003 року «Фаворит».